# Lokativ
Lokativ är ett kasus som i sig uttrycker läge eller som förekommer tillsammans med lägesprepositioner. Detta är något som varierar mellan olika språk. Kasuset förekommer bland annat i de baltiska språken lettiska och litauiska. Ett exempel hämtat från lettiskan är Es esmu Rigā, "jag befinner mig i Riga"). Läget beskrivs på svenska med prepositionen i medan det på lettiska kommer till uttryck genom ett långt tryck på andra stavelsen i ordet Rigā. För nominativformen Rīga ligger däremot trycket på första stavelsen. 
I till exempel kroatiskan, bosniskan och serbiskan används lokativ så att maskulinum singularis får ändelsen -u, medan femininum singularis byter ändelsen -a till -i och neutrum singular byter ändelsen -o (som är vanligast) till -u. Undantag görs dock för de flesta landsbeteckningarna i kroatiskan eftersom de ursprungligen var adjektiv och fortfarande böjs som adjektiv trots att de idag är substantiv.
Följande exempel visar användningen av lokativ i kroatiskan: Ja sam bio u Švedskoj (jag har varit i Sverige). Živit ću u Stockholmu i Kiruni (jag ska bo i Stockholm och Kiruna). 
En gång i tiden hade även germanska språk lokativ, men det gick där tidigt upp i dativen. Spår av detta finns dock fortfarande kvar i modern svenska, men bara i stelnade uttryck och ord med gamla dativformer på ändelsen -e, som "gå man ur huse", "se i syne" eller "åtminstone", eller på ändelsen -o, som i "famla i blindo", "vara av godo/ondo" eller "ånyo". Både -e och -o var ursprungligen lokativändelser.
Ryska hade tidigare sju kasus, men antalet har krympt till sex eftersom lokativ och prepositionalkasus har vuxit samman. Detta sjätte kasus kallas på svenska vanligen lokativ, men på ryska prepositionalkasus (предложный падеж). För några ord och uttryck förekommer fortfarande en åtskillnad, till exempel vid ordet год (år): о годе, в году (se ryska Wiktionary).

## Lokativändelser i olika språk
- Latin: Romae - i Rom;
- Kroatiska: -u, -i, -ima, -ama
- Turkiska: -da, -de, -ta, -te
- Ryska: -e, -у, -и, -ах, -их
- Polska: -e, -u